# Anna Vallhonesta Espinosa
Anna Vallhonesta Espinosa   (Vilafranca del Penedès, 1988) és una periodista catalana, que ha treballat a diversos programes de RAC1.

## Trajectòria
Llicenciada en Comunicació Audiovisual a la Universitat Pompeu Fabra, va començar la seva trajectòria professional a Ràdio Vilafranca i Penedès Televisió. El 2011 es va incorporar a l'equip de RAC1, on ha tingut diverses responsabilitats. Va començar a informatius, i entre 2016 i 2019 va treballar com a guionista al programa Via lliure, amb el sabadellenc Xavi Bundó. Posteriorment es va incorporar a l'equip de El món a Rac1, presentat per Jordi Basté, on formaria part de l'equip entre 2019 i 2022. L'estiu de 2022 va presentar el Món a Rac1. Des de setembre de 2022 és l'editora i presentadora del programa No ho sé, de la mateixa cadena, abans presentat per Agnès Marquès.
Al llarg de la seva trajectòria també ha col·laborat amb La Xarxa i TV3, sobretot en notícies o programes relacionats amb els castells.
El 2023 fou la pregonera de la Festa Major de Vilafranca.